# Квадрильйон
Квадрильйон:стор.73 (франц. quadrillion) (скорочено квдрлн) — натуральне число, яке в десятковій системі числення  зображують одиницею з:
- 15 нулями (1 000 000 000 000 000 = 1015, тисяча трильйонів, мільйон мільярдів, мільярд мільйонів) у системі найменування чисел із короткою шкалою. (система найменувань чисел США, також застосовується в Україні);

- 24 нулями (1 000 000 000 000 000 000 000 000 = {\displaystyle 10^{24}} = {\displaystyle 10^{6}*10^{6}*10^{6}*10^{6}} = {\displaystyle (10^{6})^{4}} мільйон в четвертій степені, тисяча секстильйонів, мільйон квінтильйонів, трильйон трильйонів) у системі найменування чисел із довгою шкалою.(система найменувань чисел Великої Британії);

|                         | Коротка шкала | Довга шкала |
| ----------------------- | ------------- | ----------- |
| {\displaystyle 10^{12}} | трильйон      | більйон     |
| {\displaystyle 10^{15}} | квадрильйон   | більярд     |
| {\displaystyle 10^{18}} | квінтильйон   | трильйон    |
| {\displaystyle 10^{21}} | секстильйон   | трильярд    |

Експоненційний запис: {\displaystyle 1,0\cdot 10^{15}}
Комп'ютерний спосіб експоненційного запису: {\displaystyle 1E15} або {\displaystyle 1E+15} (у програмуванні)
Властивості числа: натуральне, складене, парне.

## Префікси одиниць вимірювання SI
- Для квадрильйона (1015 = 1 000 000 000 000 000 = 1 0005  ) — пета, скорочено П.
- Для однієї квадрильйонної (10−15 = 0, 000 000 000 000 001 = 1 000-5) — фемто, скорочено ф.
- ISO: peta — (P).

## В математиці
Деякі арифметичні функції числа 1000000000000000:
| Функція Ейлера {\displaystyle \varphi (n)} | Кількість чисел, не більших за n і взаємно-простих з n     | φ(1 000 000 000 000 000) = | 400000000000000  |
| Функція τ(n) (тау)                         | кількість дільників числа {\displaystyle \tau (n)} = σ0(n) | τ(1 000 000 000 000 000) = | 256              |
| Сигма-функція σ(n)                         | сума додатних дільників числа σ(n) = σ1(n)                 | σ(1 000 000 000 000 000) = | 2499961853010960 |
| Функція s(n)                               | сума власних дільників числа s(n) = σ1(n) - n              | s(1 000 000 000 000 000) = | 1499961853010960 |
| Функція розподілу простих чисел π(n)       | кількість простих чисел, що менші за n A006880             | π(1 000 000 000 000 000) = | 29844570422669   |
| Функція Мебіуса μ                          |                                                            | μ(1 000 000 000 000 000) = | 0                |

Корені з квадрильйона:
{\displaystyle {\sqrt[{3}]{1000000000000000}}=100000}
{\displaystyle {\sqrt[{5}]{1000000000000000}}=1000}
{\displaystyle {\sqrt[{15}]{1000000000000000}}=10}

## В українській літературі
В переносному значенні слово "квадрильйон" - про величезну кількість, безмежний простір і т. ін. :стор.819
Квадрильйон згадується в творах українських письменників::стор.819
Нерозгаданий зоряний Вифлеєм стоїть у квадрильйонах віків таємною загадкою (М. Хвильовий);
І не здригне Земля в своїм шаленім колі, лиш дужче заблищить на квадрильйони миль... (В. Сосюра);
У вічності є незліченні можливості втілення, здійснення, виявлення, експерименту. Її лабораторія – квадрильйони .. світів, еволюцій, цивілізацій, розумів чи антирозумів (О. Бердник).

## Цікаві факти
- В травні 1946 року Угорський національний банк випустив банкноту номіналомом в 1 мільярд мілпенге (1 квадрильйон пенге), яка в кінці травня коштувала 2,4 цента США.[3]

| 1.000.000.000 мілпенге (=1 квадрильйон (1015) пенге | Зворотній бік |

- Константа Рамануджана, {\displaystyle e^{\pi {\sqrt {163}}}=262\,537\,412\,640\,768\,743.999\,999\,999\,999\,25\ldots ,} є майже цілим числом, і відрізняється від цілого приблизно  на 749.93×10−15.